# Arlington, Texas
Arlington är en stad i Texas i USA med drygt 400 000 invånare.

## Sport
Basebollklubben Texas Rangers har sin hemmaarena Globe Life Park in Arlington i staden, och klubben i amerikansk fotboll Dallas Cowboys har sedan 2009 också sin hemmaarena AT&T Stadium i staden. Även bandet Pantera hade sin hemort här.

## Kända personer
- Jim McElreath, racerförare
- Jennifer Stone, skådespelare
- Pantera, band
- Pentatonix, vokalgrupp
- Ronnie Coleman, bodybuilder
- JasonTheWeen, streamare